# Ярцев Микола Миколайович
Микола Миколайович Ярцев (нар. 20 серпня 1963, Лисичанськ, Луганська область, УРСР) — радянський, російський військовий льотчик, полковник; Герой Росії (2000).

## Біографія
У 1980-1984 роках. навчався у Сизранському вищому військовому авіаційному училищі льотчиків , потім служив у Військово-повітряних силах Забайкальського військового округу та Центральної групи військ .
З серпня 1987 по травень 1988 року брав участь у бойових діях в Афганістані (провінція Джелалабад) у складі 335 окремого вертолітного полку. Виконав 178 бойових вильотів на вертольоті Мі-24 ; був нагороджений орденом Червоної Зірки .
У 1993 році брав участь у бойових діях у Таджикистані, у 1997 році - на чеченсько-дагестанському кордоні.
У 1997 році закінчив Військово-повітряну академію імені Ю. А. Гагаріна . З 1999 року - заступник командира окремого вертолітного полку Північно-Кавказького військового округу .
У серпні 1999 року брав участь у знищенні бандформувань на території Дагестану . Першим у полку став виконувати нічні бойові вильоти за умов гірської місцевості, навчив цьому інших льотчиків. 8 серпня на гелікоптері Мі-24 в екіпажі з льотчиком-оператором майором А. Будником виконував політ на підтримку сухопутних військ; у район Ботліха виявив та знищив зенітну установку бойовиків. 10 серпня знищив міномет противника та сімох бандитів.
Указом Президента Російської Федерації від 6 травня 2000 року за мужність і відвагу, виявлені в надзвичайних обставинах при ліквідації незаконних озброєних формувань у Північно-Кавказькому регіоні, підполковнику Ярцеву Миколі Миколайовичу присвоєно звання Героя Російської Федерації з врученням медалі «Золота Зірка8».
Влітку 2002 року брав участь у розгромі банди Гелаєва в районі села Галашки (Інгушетія). З грудня 2003 по лютий 2005 роки - командир 487-го вертолітного полку ( Буденновськ, Ставропольський край). З березня 2005 року – заступник начальника, з жовтня 2009 року – начальник Сизранського вищого військового авіаційного училища льотчиків – філії Військового навчально-наукового центру імені професора Н. Г. Жуковського та Ю. А. Гагаріна (до грудня 2011 року  ). Надано військове звання «полковник».
У 2011 року проти Миколи Ярцева було порушено кримінальну справу за статтею 286 КК РФ , яке в 2012 році передано до Головного військово-слідчого управління Росії  . Станом на січень 2013 року продовжує службу у ВПС  .
6 березня 2015 року Самарський військовий гарнізонний суд засудив Миколу Ярцева на два роки позбавлення волі та два роки умовно. У зв'язку з амністією засудженого було звільнено у залі суду. Також полковник Микола Ярцев повинен відшкодувати потерпілим завдану їм шкоду  

## Нагороди
- медаль «Золота Зірка» Героя Росії (2000)
- орден Червоної Зірки
- орден Мужності
- медаль ордену «За заслуги перед Батьківщиною» (з мечами)
- медаль «За бойові заслуги»
- медалі.